# 考尼饶·蒂沃道尔
考尼饶·蒂沃道尔（匈牙利語：Kanizsa Tivadar，1933年4月4日—1975年11月4日），匈牙利男子水球运动员。他曾代表匈牙利参加1956年、1960年和1964年夏季奥林匹克运动会水球比赛，共获得二枚金牌和一枚铜牌。